# 코파 델 레이 2000-01
코파 델 레이 2000-01(스페인어: Copa del Rey de Fútbol 2000-01)은 스페인의 연간 축구 컵대회인 코파 델 레이의 97번째 시즌이다. 이 대회에 스페인 축구 리그에 소속된 총 80개의 구단이 참가했다. 이 대회는 2000년 8월 30일에 시작되어 2001년 6월 30일에 세비야의 라 카르투하에서 열린 결승전으로 막을 내렸다. 사라고사는 결승전에서 셀타 비고를 3-1으로 이기고 7년 만이자 통산 5번째 우승을 거두었다. 이 시즌 우승을 거둔 사라고사는 UEFA컵 진출권을 획득했다.
전 시즌 우승을 거둔 에스파뇰은 바르셀로나와의 8강전 경기에서 합계 4-3으로 패해 탈락했다.

## 형식
| 단계        | 편성 쌍 수 | 구단 수 | 합류 구단                    |
| ----------- | ---------- | ------- | ---------------------------- |
| 예선 라운드 | 17         | 80 → 63 | 2부 B 및 3부 소속 구단들 (*) |
| 64강전      | 31         | 63 → 32 | 1부 및 2부 소속 구단들       |
| 32강전      | 16         | 32 → 16 |                              |
| 16강전      | 8          | 16 → 8  |                              |
| 8강전       | 4          | 8 → 4   |                              |
| 준결승전    | 2          | 4 → 2   |                              |
| 결승전      | 1          | 2 → 1   |                              |

| 리그명     | 구단 수 |
| ---------- | ------- |
| 1부        | 20      |
| 2부        | 22      |
| 2부 B      | 25      |
| 3부        | 13      |
| 총 구단 수 | 80      |

- 중립 구장에서 단판으로 벌어지는 결승전과 하위 리그 소속 구단들의 안방에서 벌어지는 64강, 32강전을 제외한 모든 경기는 1·2차전 방식으로 진행되었다. 합계 점수에서 우위인 구단이 다음 단계로 진출할 자격이 주어졌다. 32강전까지 1부 리그 소속 구단들은 맞대결을 펼치지 않았다.
- 합계에서 동률을 이루었을 경우 원정 다득점 원칙을 적용하여 원정 경기에서 더 많은 골을 넣은 구단이 다음 단계로 진출한다. 원정 다득점 원칙은 연장전에도 적용되었다.
- 합계 점수와 원정 골 수가 동일하면 30분의 연장전을 진행했고, 연장전에서 1골도 터지지 않았을 경우, 다음 단계 진출 구단은 승부차기로 결정지었다.
- 대회의 우승 구단은 다음 시즌의 UEFA컵 진출 자격이 주어졌고, 만약 유럽대항전 진출권을 확보하고 우승했을 경우 이 대회의 준우승 구단이 진출 자격을 가져갔다.

(*) 2부 B와 3부 리그에 속한 톨레도, 로그로녜스, 힘나스티카 토렐라베가, 그리고 그라나다는 2라운드에서 합류했다.

## 예선 라운드
| 예선 라운드             | 예선 라운드 | 예선 라운드                  | 예선 라운드     | 예선 라운드 | 예선 라운드 | 예선 라운드    | 예선 라운드 | 예선 라운드 | 예선 라운드 |
| 팀 1                    | 합계        | 팀 2                         | 1차전           | 1차전       | 1차전       | 2차전          | 2차전       | 2차전       | 주          |
| ----------------------- | ----------- | ---------------------------- | --------------- | ----------- | ----------- | -------------- | ----------- | ----------- | ----------- |
| 코슬라다                | 1–5         | 멘사헤로                     | 2000년 8월 30일 | 0–1         | 표          | 2000년 9월 6일 | 4–1         | 표          |             |
| 호베 라고               | 0–5         | 오우렌세                     | 2000년 8월 30일 | 0–1         | 표          | 2000년 9월 6일 | 4–0         | 표          |             |
| 레알타드                | 2–6         | 산 세바스티안 데 로스 레예스 | 2000년 8월 30일 | 1–4         | 표          | 2000년 9월 6일 | 2–1         | 표          |             |
| 라 바녜사               | 2–3         | 오로타바                     | 2000년 8월 30일 | 1–2         |             | 2000년 9월 6일 | 1–1         | 표          |             |
| 레모나                  | 2–2 (원)    | 바라칼도                     | 2000년 8월 30일 | 2–1         |             | 2000년 9월 6일 | 1–0         | 표          |             |
| 프라가                  | 2–6         | 베아사인                     | 2000년 8월 30일 | 2–4         | 표          | 2000년 9월 6일 | 2–0         | 표          |             |
| 노하                    | 2–4         | 부르고스                     | 2000년 8월 30일 | 0–1         | 표          | 2000년 9월 6일 | 3–2         | 표          |             |
| 아우레라                | 1–0         | 페냐 스포르트                | 2000년 8월 30일 | 0–0         | 표          | 2000년 9월 6일 | 0–1         | 표          |             |
| 아틀레티코 발레아레스   | 2–2 (원)    | 간디아                       | 2000년 8월 30일 | 2–1         | 표          | 2000년 9월 6일 | 1–0         | 표          |             |
| 발라게르                | 3–5         | 부리아나                     | 2000년 8월 30일 | 2–2         |             | 2000년 9월 6일 | 3–1         | 표          |             |
| 에르쿨레스              | 2–3         | 그라메네트                   | 2000년 8월 30일 | 0–1         | 표          | 2000년 9월 6일 | 2–2         | 표          |             |
| 카스테욘                | 1–4         | 피게레스                     | 2000년 8월 30일 | 1–1         | 표          | 2000년 9월 6일 | 1–0         | 표          |             |
| 토타나                  | 0–8         | 세우타                       | 2000년 8월 30일 | 0–2         | 표          | 2000년 9월 6일 | 6–0         | 표          |             |
| 푸에르토야노            | 2–6         | 과디스                       | 2000년 8월 30일 | 2–4         | 표          | 2000년 9월 6일 | 2–0         | 표          |             |
| 돈 베니토               | 3–4         | 헤레스                       | 2000년 8월 30일 | 2–1         | 표          | 2000년 9월 6일 | 3–1         | 표          |             |
| 도스 에르마나스         | 3–4         | 폴리데포르티보 에히도        | 2000년 8월 30일 | 2–2         | 표          | 2000년 9월 6일 | 2–1         | 표          |             |
| 폴리데포르티보 알메리아 | 0–1         | 알헤시라스                   | 2000년 8월 30일 | 0–0         | 표          | 2000년 9월 6일 | 1–0         | 표          |             |

## 64강전
| 톨레도                                                              | 2–1      | 레알 마드리드   | 2000년 12월 13일 | 톨레도 살토 델 카바요                                | 표 |                                        |
| 에이바르                                                            | 0–1      | 사라고사        | 2000년 12월 13일 | 에이바르 이푸루아                                    | 표 |                                        |
| 오로타바                                                            | 1–1 (승) | 라요 바예카노   | 2000년 12월 13일 | 오로타바 로스 쿠아르토스                             | 표 | 승부차기: 라요 바예카노 4–2 승         |
| 오우렌세                                                            | 0–2      | 바야돌리드      | 2000년 12월 13일 | 오우렌세 오 코우토                                   | 표 |                                        |
| 멘사헤로                                                            | 0–1      | 셀타 비고       | 2000년 12월 13일 | 산타 크루스 데 라 팔마 실베스트레 카리요             | 표 |                                        |
| 우니베르시다드 라스 팔마스                                          | 0–1      | 데포르티보      | 2000년 12월 13일 | 라스 팔마스 페페 곤살베스                            | 표 |                                        |
| 테네리페                                                            | 2–1      | 오비에도        | 2000년 12월 13일 | 산타 크루스 데 테네리페 엘리오도로 로드리게스 로페스 | 표 |                                        |
| 스포르팅 히혼                                                       | 1–1 (승) | 라스 팔마스     | 2000년 12월 13일 | 히혼 엘 몰리논                                       | 표 | 승부차기: 라스 팔마스 5–4 승           |
| 라싱 페롤                                                           | 0–1      | 레가네스        | 2000년 12월 13일 | 페롤 아 말라타                                       | 표 |                                        |
| 콤포스텔라                                                          | 3–0      | 헤타페          | 2000년 12월 13일 | 산티아고 데 콤포스텔라 산 라사로                     | 표 |                                        |
| 아틀레티코 마드리드                                                 | 1–0      | 살라망카        | 2000년 12월 13일 | 마드리드 비센테 칼데론                               | 표 |                                        |
| 로그로녜스                                                          | 0–2      | 오사수나        | 2000년 12월 13일 | 로그로뇨 라스 가우나스                               | 표 |                                        |
| 아우레라                                                            | 0–2      | 아틀레틱 빌바오 | 2000년 12월 13일 | 비토리아 올라란베                                    | 표 |                                        |
| 힘나스티카 토렐라베가                                               | 2–2 (승) | 알라베스        | 2000년 12월 13일 | 토렐라베가 엘 말레콘                                 | 표 | 승부차기: 힘나스티카 토렐라베가 4–1 승 |
| 바라칼도                                                            | 1–1 (승) | 누만시아        | 2000년 12월 13일 | 바라칼도 누에보 라세사레                             | 표 | 승부차기: 누만시아 4–3 승              |
| 레반테                                                              | 3–0      | 례이다          | 2000년 12월 13일 | 발렌시아 시립 경기장                                 | 표 |                                        |
| 폴리데포르티보 에히도                                               | 1–2      | 과디스          | 2000년 12월 13일 | 에히도 산토 도밍고                                   | 표 |                                        |
| 그라나다                                                            | 1–0      | 레크레아티보    | 2000년 12월 13일 | 그라나다 누에보 로스 카르메네스                      | 표 |                                        |
| 하엔                                                                | 2–1 (연) | 베티스          | 2000년 12월 13일 | 하엔 라 빅토리아                                     | 표 |                                        |
| 코르도바                                                            | 0–2 (연) | 바다호스        | 2000년 12월 13일 | 코르도바 누에보 아르캉헬                             | 표 |                                        |
| 헤레스                                                              | 2–1      | 세비야          | 2000년 12월 13일 | 헤레스 데 라 프론테라 무니시팔 데 차핀               | 표 |                                        |
| 부르고스                                                            | 0–2      | 라싱 산탄데르   | 2000년 12월 13일 | 부르고스 엘 플란티오                                 | 표 |                                        |
| 무르시아                                                            | 3–1 (연) | 엘체            | 2000년 12월 13일 | 무르시아 라 콘도미나                                 | 표 |                                        |
| 베아사인                                                            | 2–1      | 레알 소시에다드 | 2000년 12월 13일 | 베아사인 로이나스                                    | 표 |                                        |
| 알바세테                                                            | 0–1      | 에스파뇰        | 2000년 12월 13일 | 알바세테 카를로스 벨몬테                             | 표 |                                        |
| 그라메네트                                                          | 0–1      | 발렌시아        | 2000년 12월 12일 | 산타 콜로마 데 그라메네트 캄 노우 무니시팔           | 표 |                                        |
| 간디아                                                              | 0–3      | 바르셀로나      | 2000년 12월 12일 | 간디아 기예르모 올라구에                             | 표 |                                        |
| 피게레스                                                            | 0–2      | 마요르카        | 2000년 12월 13일 | 피게레스 빌라테님                                    | 표 |                                        |
| 부리아나                                                            | 1–2 (연) | 비야레알        | 2000년 12월 12일 | 부리아나 산 페르난도                                 | 표 |                                        |
| 알헤시라스                                                          | 0–3 (연) | 엑스트레마두라  | 2000년 12월 13일 | 알헤시라스 누에보 미라도르                           | 표 |                                        |
| 세우타                                                              | 3–2      | 말라가          | 2000년 12월 13일 | 세우타 알폰소 무루베                                 | 표 |                                        |
| 산 세바스티안 데 로스 레예스는 부전승으로 다음 라운드에 진출하였다. |          |                 |                  |                                                      |    |                                        |

## 32강전
| 힘나스티카 토렐라베가        | 2–1      | 라스 팔마스     | 2001년 1월 3일 | 토렐라베가 엘 말레콘                                 | 표 |                           |
| 베아사인                     | 0–3      | 사라고사        | 2001년 1월 3일 | 베아사인 로이나스                                    | 표 |                           |
| 톨레도                       | 0–1      | 라요 바예카노   | 2001년 1월 3일 | 톨레도 살토 델 카바요                                | 표 |                           |
| 산 세바스티안 데 로스 레예스 | 1–2      | 아틀레틱 빌바오 | 2001년 1월 2일 | 산 세바스티안 데 로스 레예스 마타피뇨네라            | 표 |                           |
| 콤포스텔라                   | 1–3 (연) | 셀타 비고       | 2001년 1월 3일 | 산티아고 데 콤포스텔라 산 라사로                     | 표 |                           |
| 테네리페                     | 3–2      | 데포르티보      | 2001년 1월 3일 | 산타 크루스 데 테네리페 엘리오도로 로드리게스 로페스 | 표 |                           |
| 아틀레티코 마드리드          | 3–1      | 오사수나        | 2001년 1월 3일 | 마드리드 비센테 칼데론                               | 표 |                           |
| 엑스트레마두라               | 2–1 (연) | 바야돌리드      | 2001년 1월 3일 | 알멘드랄레호 프란시스코 데 라 에라                   | 표 |                           |
| 레가네스                     | 2–1      | 누만시아        | 2001년 1월 3일 | 레가네스 부타르케                                    | 표 |                           |
| 헤레스                       | 0–3      | 마요르카        | 2001년 1월 3일 | 헤레스 데 라 프론테라 차핀 시립 경기장               | 표 |                           |
| 세우타                       | 0–3      | 바르셀로나      | 2001년 1월 3일 | 세우타 알폰소 무루베                                 | 표 |                           |
| 그라나다                     | 1–1 (승) | 비야레알        | 2001년 1월 2일 | 그라나다 누에보 로스 카르메네스                      | 표 | 승부차기: 4–2 그라나다 승 |
| 과디스                       | 4–4 (승) | 발렌시아        | 2001년 1월 3일 | 과디스 시립 경기장                                   | 표 | 승부차기: 6–5 과디스 승   |
| 레반테                       | 0–2      | 에스파뇰        | 2001년 1월 2일 | 발렌시아 시립 경기장                                 | 표 |                           |
| 하엔                         | 1–1 (승) | 무르시아        | 2001년 1월 3일 | 하엔 라 빅토리아                                     | 표 | 승부차기: 무르시아 9–8 승 |
| 바다호스                     | 0–4      | 라싱 산탄데르   | 2001년 1월 3일 | 바다호스 누에보 비베로                               | 표 |                           |

## 16강전
| 팀 1                  | 합계         | 팀 2            | 1차전 | 2차전 |
| --------------------- | ------------ | --------------- | ----- | ----- |
| 레가네스              | 2–2 (원)     | 셀타 비고       | 1–2   | 1–0   |
| 테네리페              | 0–4          | 마요르카        | 0–2   | 0–2   |
| 엑스트레마두라        | 1–2          | 에스파뇰        | 1–1   | 0–1   |
| 힘나스티카 토렐라베가 | 0–1          | 바르셀로나      | 0–1   | 0–0   |
| 과디스                | 0–0 (4–5 승) | 그라나다        | 0–0   | 0–0   |
| 아틀레티코 마드리드   | 4–2          | 라요 바예카노   | 2–2   | 2–0   |
| 라싱 산탄데르         | 2–0          | 아틀레틱 빌바오 | 2–0   | 0–0   |
| 무르시아              | 4–7          | 사라고사        | 2–3   | 1–4   |

### 1차전
| 2001년 1월 10일 | 라싱 산탄데르                        | 2–0               | 아틀레틱 빌바오 | 산탄데르                                                    |  |  |
| 20:30 CET       | Del Horno 4′ (자책골) · Preciado 41′ | 리포트 (스페인어) |                 | 경기장: 엘 사르디네로 관중 수: 12,000 심판: 안수아테기 로카 |  |  |
|                 |                                      |                   |                 |                                                             |  |  |

| 2001년 1월 10일 | 과디스 | 0–0               | 그라나다 | 과디스                                                 |  |  |
| 20:30 CET       |        | 리포트 (스페인어) |          | 경기장: 시립 경기장 관중 수: 2,200 심판: 메히아 다빌라 |  |  |
|                 |        |                   |          |                                                        |  |  |

| 2001년 1월 10일 | 레가네스     | 1–2               | 셀타 비고                | 레가네스                                              |  |  |
| 21:00 CET       | 모랄레스 22′ | 리포트 (스페인어) | 에르바스 7′ · 베리소 82′ | 경기장: 부타르케 관중 수: 2,500 심판: 로산토스 오마르 |  |  |
|                 |              |                   |                          |                                                       |  |  |

| 2001년 1월 10일 | 엑스트레마두라 | 1–1               | 에스파뇰   | 알멘드랄레호                                                       |  |  |
| 21:00 CET       | 칼라 75′       | 리포트 (스페인어) | 세라노 59′ | 경기장: 프란시스코 데 라 에라 관중 수: 3,000 심판: 메디나 칸탈레호 |  |  |
|                 |                |                   |            |                                                                    |  |  |

| 2001년 1월 10일 | 무르시아                     | 2–3               | 사라고사                                        | 무르시아                                                    |  |  |
| 21:00 CET       | 토넬로토 20′ · 루이스 힐 87′ | 리포트 (스페인어) | 아라곤 54′ · 호세 이그나시오 60′ · 후아넬레 70′ | 경기장: 라 콘도미나 관중 수: 10,000 심판: 에스키나스 토레스 |  |  |
|                 |                              |                   |                                                 |                                                             |  |  |

| 2001년 1월 10일 | 힘나스티카 토렐라베가 | 0–1               | 바르셀로나   | 토렐라베가                                                         |  |  |
| 21:15 CET       |                       | 리포트 (스페인어) | 히바우두 74′ | 경기장: 엘 말레콘 관중 수: 12,000 심판: 이투랄데 곤살레스 (바스크) |  |  |
|                 |                       |                   |              |                                                                    |  |  |

| 2001년 1월 10일 | 테네리페 | 0–2               | 마요르카                           | 산타 크루스 데 테네리페                                                    |  |  |
| 22:00 CET       |          | 리포트 (스페인어) | 바사빌바소 19′ (자책골) · 에토 29′ | 경기장: 엘리오도로 로드리게스 로페스 관중 수: 10,000 심판: 다우덴 이바녜스 |  |  |
|                 |          |                   |                                    |                                                                            |  |  |

| 2001년 1월 11일 | 아틀레티코 마드리드 | 2–2               | 라요 바예카노              | 마드리드                                                      |  |  |
| 21:30 CET       | 살바 21′, 25′       | 리포트 (스페인어) | 케베도 69′ · 데 킨타나 85′ | 경기장: 비센테 칼데론 관중 수: 15,000 심판: 라미레스 도밍게스 |  |  |
|                 |                     |                   |                            |                                                               |  |  |

### 2차전
| 2001년 1월 16일 | 바르셀로나 | 0–0               | 힘나스티카 토렐라베가 | 바르셀로나                                         |  |  |
| 21:30 CET       |            | 리포트 (스페인어) |                       | 경기장: 캄 노우 관중 수: 7,000 심판: 부에노 그리말 |  |  |
|                 |            |                   |                       |                                                    |  |  |

| 2001년 1월 17일 | 아틀레틱 빌바오 | 0–0               | 라싱 산탄데르 | 빌바오                                                        |  |  |
| 20:15 CET       |                 | 리포트 (스페인어) |               | 경기장: 산 마메스 관중 수: 42,000 심판: 안드라다스 아수르멘디 |  |  |
|                 |                 |                   |               |                                                               |  |  |

| 2001년 1월 17일                                                         | 그라나다 | 0–0 (연) (5–4 승부차기)                                                  | 과디스 | 그라나다                                                              |  |  |
| 20:30 CET                                                               |          | 리포트 (스페인어)                                                        |        | 경기장: 누에보 로스 카르메네스 관중 수: 8,000 심판: 페레니게스 페레스 |  |  |
|                                                                         |          | 승부차기                                                                 |        |                                                                       |  |  |
| 세르비안 · 페드로 베가 · 알렉스 · 우에군 · 타부엥카 · 로베르트 · 파스콸 |          | 쿠니 · 아길레라 · 사무엘 · 후안마 크루스 · 포요 · 피치 · 페드로 트리게로 |        |                                                                       |  |  |
|                                                                         |          |                                                                          |        |                                                                       |  |  |

| 2001년 1월 17일 | 사라고사                                         | 4–1               | 무르시아     | 사라고사                                                |  |  |
| 20:30 CET       | 자멜리 27′ · 페론 29′ · 호세 이그나시오 61′, 72′ | 리포트 (스페인어) | 토넬로토 49′ | 경기장: 라 로마레다 관중 수: 12,000 심판: 룐크 안드레우 |  |  |
|                 |                                                  |                   |              |                                                         |  |  |

| 2001년 1월 17일 | 마요르카          | 2–0               | 테네리페 | 팔마 데 마요르카                  |  |  |
| 21:00 CET       | 칼리토스 39′, 69′ | 리포트 (스페인어) |          | 경기장: 손 모시 심판: 페레스 라사 |  |  |
|                 |                   |                   |          |                                   |  |  |

| 2001년 1월 17일 | 에스파뇰          | 1–0               | 엑스트레마두라 | 바르셀로나                                            |  |  |
| 21:00 CET       | 글커 82′ (페널티) | 리포트 (스페인어) |                | 경기장: 몬주이크 관중 수: 7,700 심판: 운디아노 마옝코 |  |  |
|                 |                   |                   |                |                                                       |  |  |

| 2001년 1월 17일 | 라요 바예카노 | 0–2               | 아틀레티코 마드리드 | 마드리드                                                |  |  |
| 21:00 CET       |               | 리포트 (스페인어) | 살바 16′ · 키코 78′ | 경기장: 테레사 리베로 관중 수: 16,000 심판: 페레스 부룰 |  |  |
|                 |               |                   |                     |                                                         |  |  |

| 2001년 1월 17일 | 셀타 비고 | 0–1               | 레가네스     | 비고                                                                           |  |  |
| 21:15 CET       |           | 리포트 (스페인어) | 마쿠쿨라 80′ | 경기장: 발라이도스 관중 수: 5,000 심판: 로드리게스 산티아고 (카스티야 이 레온) |  |  |
|                 |           |                   |              |                                                                                |  |  |

## 8강전
| 팀 1          | 합계 | 팀 2                | 1차전 | 2차전 |
| ------------- | ---- | ------------------- | ----- | ----- |
| 셀타 비고     | 4–3  | 마요르카            | 3–1   | 1–2   |
| 에스파뇰      | 2–3  | 바르셀로나          | 1–2   | 1–1   |
| 그라나다      | 1–4  | 아틀레티코 마드리드 | 0–1   | 1–3   |
| 라싱 산탄데르 | 1–3  | 사라고사            | 1–1   | 0–2   |

### 1차전
| 2001년 1월 30일 | 에스파뇰   | 1–2               | 바르셀로나                | 바르셀로나                                             |  |  |
| 21:30 CET       | 타무도 57′ | 리포트 (스페인어) | 히바우두 13′ · 알폰소 41′ | 경기장: 몬주이크 관중 수: 24,300 심판: 카르모나 멘데스 |  |  |
|                 |            |                   |                           |                                                        |  |  |

| 2001년 1월 31일 | 라싱 산탄데르 | 1–1               | 사라고사 | 산탄데르                                                   |  |  |
| 20:45 CET       | 아르세노 72′  | 리포트 (스페인어) | 페론 1′  | 경기장: 엘 사르디네로 관중 수: 9,000 심판: 가르시아-아란다 |  |  |
|                 |               |                   |          |                                                            |  |  |

| 2001년 1월 31일 | 셀타 비고                                       | 3–1               | 마요르카   | 비고                                                   |  |  |
| 21:15 CET       | 구스타보 로페스 51′ (페널티) 69′ · 카세레스 77′ | 리포트 (스페인어) | 피니디 15′ | 경기장: 발라이도스 관중 수: 15,000 심판: 로페스 니에토 |  |  |
|                 |                                                 |                   |            |                                                        |  |  |

| 2001년 1월 31일 | 그라나다 | 0–1               | 아틀레티코 마드리드 | 그라나다                                                               |  |  |
| 21:15 CET       |          | 리포트 (스페인어) | 코레아 40′          | 경기장: 누에보 로스 카르메네스 관중 수: 15,000 심판: 엘레이세기 우랑가 |  |  |
|                 |          |                   |                     |                                                                        |  |  |

### 2차전
| 2001년 2월 6일 | 아틀레티코 마드리드              | 3–1               | 그라나다   | 마드리드                                                  |  |  |
| 21:30 CET      | 살바 30′ 74′ (페널티) · 다니 52′ | 리포트 (스페인어) | 푼타스 76′ | 경기장: 비센테 칼데론 관중 수: 20,000 심판: 테예스 산체스 |  |  |
|                |                                  |                   |            |                                                           |  |  |

| 2001년 2월 7일 | 마요르카                       | 2–1               | 셀타 비고    | 팔마 데 마요르카                                        |  |  |
| 21:00 CET      | 나달 45′ · 엥공가 85′ (페널티) | 리포트 (스페인어) | 카타냐]] 74′ | 경기장: 손 모시 관중 수: 20,000 심판: 이투랄데 곤살레스 |  |  |
|                |                                |                   |              |                                                         |  |  |

| 2001년 2월 7일 | 바르셀로나    | 1–1               | 에스파뇰   | 바르셀로나                                        |  |  |
| 21:00 CET      | F. 더 부르 6′ | 리포트 (스페인어) | 로헤르 19′ | 경기장: 캄 노우 관중 수: 85,000 심판: 페레스 부룰 |  |  |
|                |               |                   |            |                                                   |  |  |

| 2001년 2월 7일 | 사라고사                | 2–0               | 라싱 산탄데르 | 사라고사                                                  |  |  |
| 21:00 CET      | 아쿠냐 32′ · 아과도 58′ | 리포트 (스페인어) |               | 경기장: 라 로마레다 관중 수: 18,000 심판: 로산토스 오마르 |  |  |
|                |                         |                   |               |                                                           |  |  |

## 준결승전
| 팀 1                | 합계 | 팀 2       | 1차전 | 2차전 |
| ------------------- | ---- | ---------- | ----- | ----- |
| 셀타 비고           | 4–2  | 바르셀로나 | 3–1   | 1–1   |
| 아틀레티코 마드리드 | 1–2  | 사라고사   | 0–2   | 1–0   |

### 1차전
| 2001년 6월 20일 | 아틀레티코 마드리드 | 0–2               | 사라고사                | 마드리드                                                    |  |  |
| 21:30 CET       |                     | 리포트 (스페인어) | 아쿠냐 28′ · 자멜리 69′ | 경기장: 비센테 칼데론 관중 수: 25,000 심판: 카르모나 멘데스 |  |  |
|                 |                     |                   |                         |                                                             |  |  |

| 2001년 6월 21일 | 셀타 비고                                  | 3–1               | 바르셀로나 | 비고                                                     |  |  |
| 21:30 CET       | 베리소 45+3′ · 모스토보이 51′ · 헤술리 70′ | 리포트 (스페인어) | 시망 6′    | 경기장: 발라이도스 관중 수: 26,000 심판: 안수아테기 로카 |  |  |
|                 |                                            |                   |            |                                                          |  |  |

### 2차전
| 2001년 6월 23일 | 사라고사 | 0–1               | 아틀레티코 마드리드 | 사라고사                                                  |  |  |
| 21:30 CET       |          | 리포트 (스페인어) | 파히아니 29′        | 경기장: 라 로마레다 관중 수: 30,000 심판: 로산토스 오마르 |  |  |
|                 |          |                   |                     |                                                           |  |  |

| 2001년 6월 24일 | 바르셀로나      | 1–1               | 셀타 비고 | 바르셀로나                                            |  |  |
| 21:30 CET       | 클라위버르트 4′ | 리포트 (스페인어) | 베리소 2′ | 경기장: 캄 노우 관중 수: 26,000 심판: 페르난데스 마린 |  |  |
|                 |                 |                   |           |                                                       |  |  |

## 결승전
| 셀타 비고     | 1–3               | 사라고사                                        |
| ------------- | ----------------- | ----------------------------------------------- |
| 모스토보이 5′ | 리포트 (스페인어) | 아과도 23′ · 자멜리 38′ (페널티) · 요르디 90+4′ |

## 득점 집계
| 순위 | 이름            | 골 | 구단                |
| ---- | --------------- | -- | ------------------- |
| 1    | 살바            | 6  | 아틀레티코 마드리드 |
| 2    | 훌리오 피네다   | 5  | 헤레스              |
| 2    | 페드로 트리게로 | 5  | 과디스              |
| 4    | 사무엘 바리오   | 4  | 과디스              |
| 5    | 루이스 토넬로토 | 3  | 무르시아            |
| 5    | 실라스          | 3  | 세우타              |
| 5    | 파울루 자멜리   | 3  | 사라고사            |
| 5    | 칼리토스        | 3  | 마요르카            |
| 5    | 페르난도 코레아 | 3  | 아틀레티코 마드리드 |
| 5    | 페르난도 모란   | 3  | 라싱 산탄데르       |

## 우승
| 코파 델 레이 2000-01 우승 |
| ------------------------- |
| 사라고사 5번째 우승       |